# Oteiza (geslacht)
Oteiza is een geslacht uit de composietenfamilie (Asteraceae of Compositae). The Plant List en de Global Compositae Checklist accepteren vijf soortnamen.